# Fortyfikacje Birgu

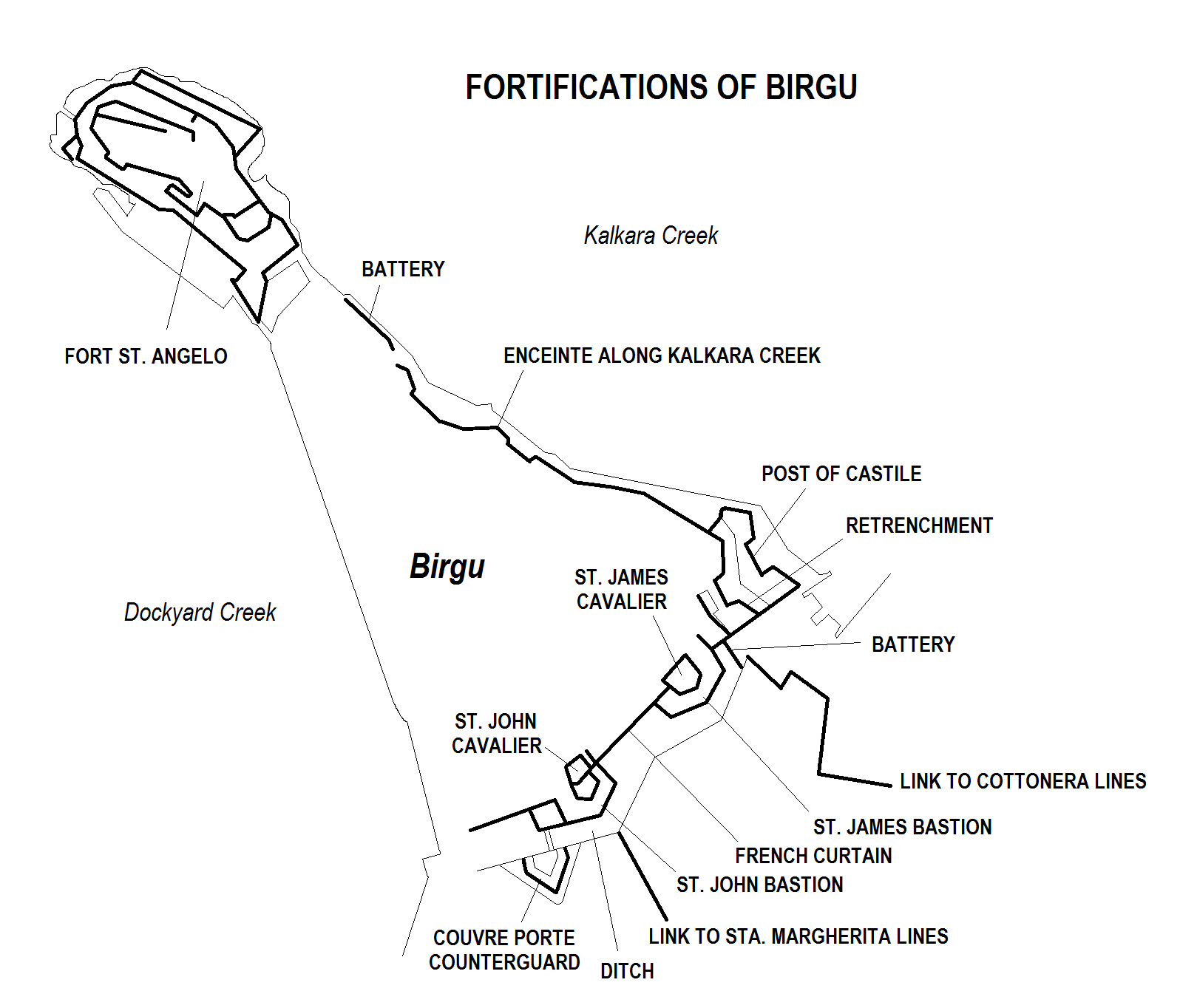
Mapa fortyfikacji Birgu

Fortyfikacje Birgu (malt. Is-Swar tal-Birgu) – ciąg murów obronnych i innych umocnień opasujących miasto Birgu na Malcie. Pierwszym umocnieniem, które tu zostało zbudowane był Fort Saint Angelo (Fort Świętego Anioła), pochodzący jeszcze z wieków średnich, a większość fortyfikacji została zbudowana między XVI a XVIII w. przez Zakon Maltański. Znaczna część fortyfikacji przetrwała do dziś.
Fortyfikacje Birgu są umieszczone na maltańskiej wstępnej liście światowego dziedzictwa UNESCO od 1998 roku, jako część „Fortyfikacji Rycerzy wokół portów na Malcie”.

## Historia

### Rządy Rycerzy Szpitalników

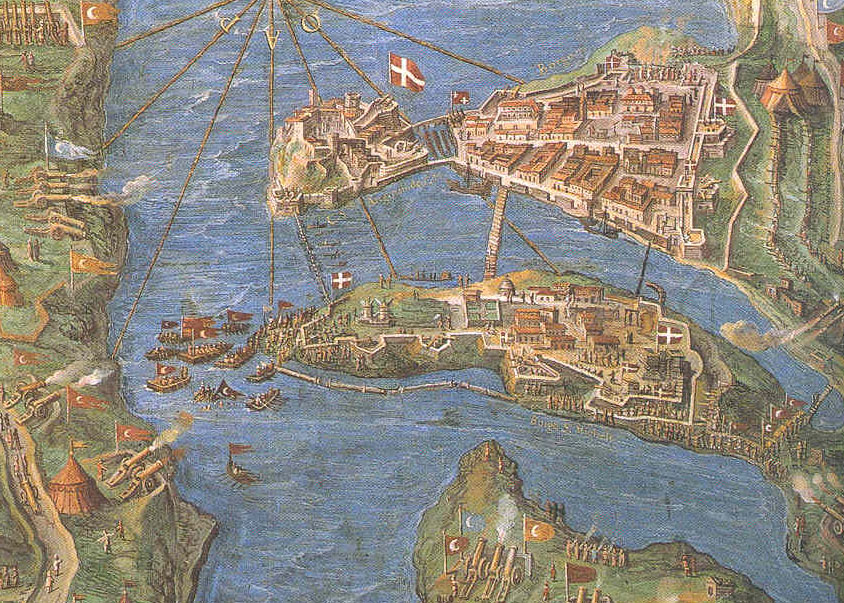
Mapa Birgu (wyżej) oraz Isli (Senglei) (niżej) podczas Wielkiego Oblężenia Malty

Pierwszą fortyfikacją zbudowaną w Birgu był Castrum Maris. Jego budowa przypisywana jest Arabom (około roku 870), lecz najwcześniejsze wzmianki o zamku datowane są na około XIII w.
W roku 1526 Zakon św. Jana wysłał komisję, złolżoną z 8 rycerzy, w celu zlustrowania Wyspy Malta, zaoferowanej Zakonowi przez cesarza Karola V jako potencjalna siedziba, po utracie Rodos. Opisali oni Birgu jako małe bezbronne miasteczko, posiadające jako jedyne fortyfikacje przestarzały i częściowo zrujnowany Castrum Maris.
Zakon przeniósł się na Maltę w 1530 r. i ustanowił swą siedzibę w Birgu. Pierwsze zmiany zostały przeprowadzone w Castrum Maris, który przemianowany został na Fort Saint Angelo i został siedzibą Wielkiego Mistrza. Później, zaczęto opasywać całe miasto murami, budowanymi w podobnym stylu, jak fortyfikacje na Rodos. Mury obronne Birgu od strony lądu zostały zbudowane w roku 1540.
W roku 1551, wojska Imperium Osmańskiego zamierzały zaatakować Birgu, lecz widząc nowe fortyfikacje - odstąpiły. 14 lat później, w 1565 r., Otomanie zaatakowali znów, tym razem dysponując potężniejszą siłą. Oblężenie, znane jako Wielkie Oblężenie Malty, trwało 3 miesiące, i w tym czasie Birgu poddane było intensywnemu ostrzałowi. Po odparciu wroga, fortyfikacje Birgu zostały naprawione, lecz miasto wkrótce straciło dużo ze swojego znaczenia, ponieważ Zakon przeniósł się do swojej nowej siedziby – Valletty, i zaczął budować tam nowe fortyfikacje.
W wiekach XVII i XVIII, Santa Margherita Lines i Cottonera Lines otoczyły Birgu i Islę od strony lądu. Te nowe linie fortyfikacji wzmocniły potencjał obronny tego miejsca, lecz jednocześnie zmniejszyły ważność fortyfikacji czołowych Birgu. Fortyfikacje Birgu zostały mocno przebudowane w XVIII w., pod kierunkiem architekta Charlesa de Mondion.
18 lipca 1806 r. w Birgu wybuchł magazyn prochu, zabijając ponad 200 osób.
Fortyfikacje Birgu zostały wpisane na Listę Zabytków 1925.

### Czasy współczesne
Pierwsze plany odnowienia fortyfikacji Birgu powstały w 2006 r., jako część projektu dotyczącego również odnowienia fortyfikacji Valletty, Mdiny oraz Cittadelli. Prace rozpoczęły się w styczniu 2008 r., i ciągle trwają.
Podczas prac renowacyjnych odkryto bastion, zbudowany krótko przed Wielkim Oblężeniem 1565 r., jak również kaponierę z XVIII w. XX-wieczny skład oleju okrętowego w pobliżu Post of Castile został zburzony w roku 2010, aby odsłonić widok na bastiony, a w roku następnym przykryta została łukiem przerwa w murze Bastionu św. Jana.
W styczniu 2016 r. sucha fosa Birgu została udostępniona społeczeństwu jako teren rekreacyjny. Teren ten zawiera kaponierę z XVIII w., która została odrestaurowana i częściowo zrekonstruowana, tak samo, jak bateria na lewym końcu fosy.

## Układ fortyfikacji

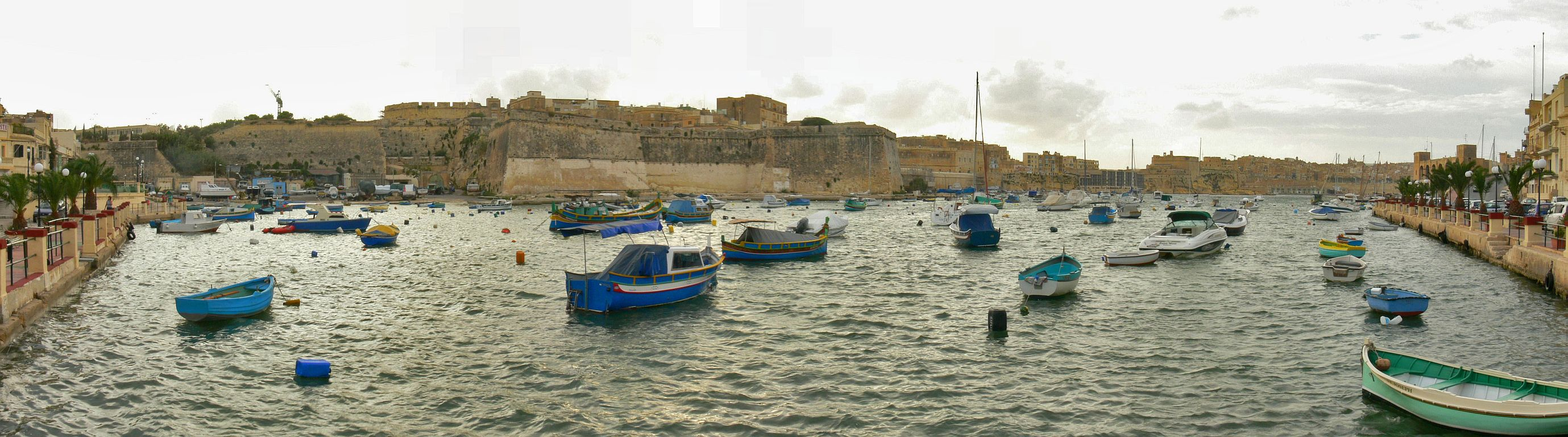
Post of Castile widziany z Kalkary.

Aktualny układ fortyfikacji Birgu jest głównie rezultatem XVIII-wiecznej przebudowy, prowadzonej przez francuskiego architekta Charlesa de Mondion, jakkolwiek generalny układ datowany jest na połowę XVI w. Na fortyfikacje składają się (ruchem wskazówek zegara od Fortu St. Angelo do Dockyard Creek):
- Fort Saint Angelo – wielki fort z bastionami, pierwotnie zamek zbudowany w XIII w. lub nawet wcześniej, zmodernizowany przez Rycerzy św. Jana między XVI a XVII w. Aktualny układ datuje się na lata 1690-te, kiedy flamandzki architekt Carlos de Grunenbergh dokonał znacznej przebudowy. Więcej detali dotyczących układu fortu – tutaj.
- Nieregularny mur obronny, ciągnący się od fosy Fortu St. Angelo aż po Post of Castile. Jego północny koniec był zajmowany przez baterię, dziś częściowo rozebraną.[14]
- Post of Castile (Posterunek Kastylijski) – najbardziej na wschód wysunięta część frontowych umocnień Birgu. Był oryginalnie zbudowany przed rokiem 1565, i pełnił kluczową rolę w czasie Wielkiego Oblężenia. Dzisiejszy układ datuje się na wiek XVIII, i zawiera umocnienie (entrenchment) oraz rogi.[15]
- St. James Bastion (Bastion św. Jakuba) – dwupoziomowy pięcioboczny bastion, zbudowany przed rokiem 1565, i przekonstruowany przez de Mondiona w XVIII w.[16] Część oryginalnego XVI-wiecznego bastionu została odkryta podczas prac restauracyjnych.[10]
  - St. James Cavalier (Nadszaniec św. Jakuba) – mały pięcioboczny nadszaniec, zbudowany w XVIII w. na Bastionie św. Jakuba[17]
- French Curtain (Kurtyna Francuska) – mur osłonowy łączący Bastion św. Jakuba z Bastionem św. Jana.[18]
- St. John Bastion (Bastion św. Jana) – duży asymetryczny bastion, zawierający dwie z trzech głównych bram Birgu, zaprojektowane przez de Mondiona w XVIII w. Współczesna ulica przecina bastion.[12][19]
  - St. John Cavalier (Nadszaniec św. Jana) – dwupoziomowy nadszaniec, zbudowany na Bastionie św. Jana. Pochodzi z okresu przed 1565 r., lecz został zmodyfikowany w XVIII w. Przebudowany, w mniejszym stopniu, w XIX w. przez Brytyjczyków.[20]

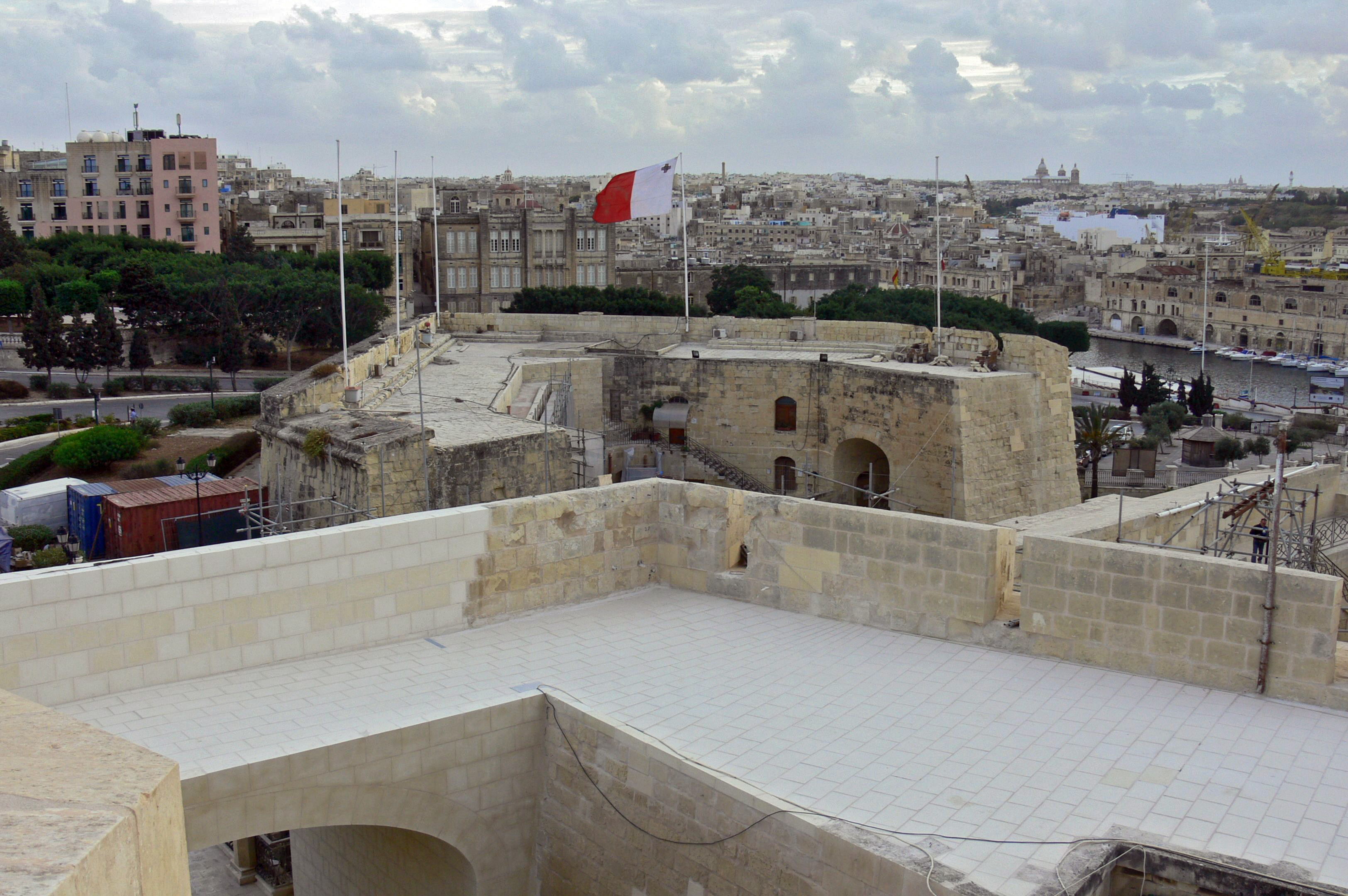
Przeciwstraż Couvre Porte widziana z Bastionu św. Jana

- Couvre Porte Counterguard (Przeciwstraż Couvre Porte) – pięcioboczna przeciwstraż, zbudowana do osłony Bastionu św. Jana. Powstała w czasie rządów Wielkiego Mistrza Antoine de Paule, zmodyfikowana w wiekach XVIII i XIX. Brytyjczycy przekształcili jej kazamaty w koszary,[21] w których znajduje się teraz Malta at War Museum.[22]
- Mur osłonowy prowadzący od Bastionu św. Jana do Dockyard Creek. oryginalnie był tu niewielki bastion, zniszczony podczas wybuchu prochowni w 1806 r.[23]

Fortyfikacje frontowe są chronione na całej długości przez wykutą w skale suchą fosę, w której znajduje się również kaponiera oraz bateria. Znajdował się tam również stok obronny (glacis) z drogą poniżej (covertway), lecz zostały one zniwelowane w XIX w.
Birgu miało cztery bramy miejskie, z których trzy przetrwały do dziś. Zostały one zaprojektowane w XVIII w. przez Charlesa François de Mondion w stylu barokowym:
- Couvre Porte Gate (Brama Couvre Porte) – pierwsza z trzech bram głównych, ulokowana na zachodniej stronie Couvre Porte Counterguard.[28]
- Advanced Gate (Brama Wyższa) – druga z trzech głównych bram, ulokowana na prawym czole Bastionu św. Jana.[29]
- Gate of Provence (Brama Prowansji) – trzecia i ostatnia z trzech głównych bram, ulokowana na ścianie bocznej Bastionu św. Jana.[30]
- Porta Marina (Brama Mariny) – brama ta była ulokowana na zachodnim krańcu Birgu. Została zniszczona przez eksplozję w 1806 r.

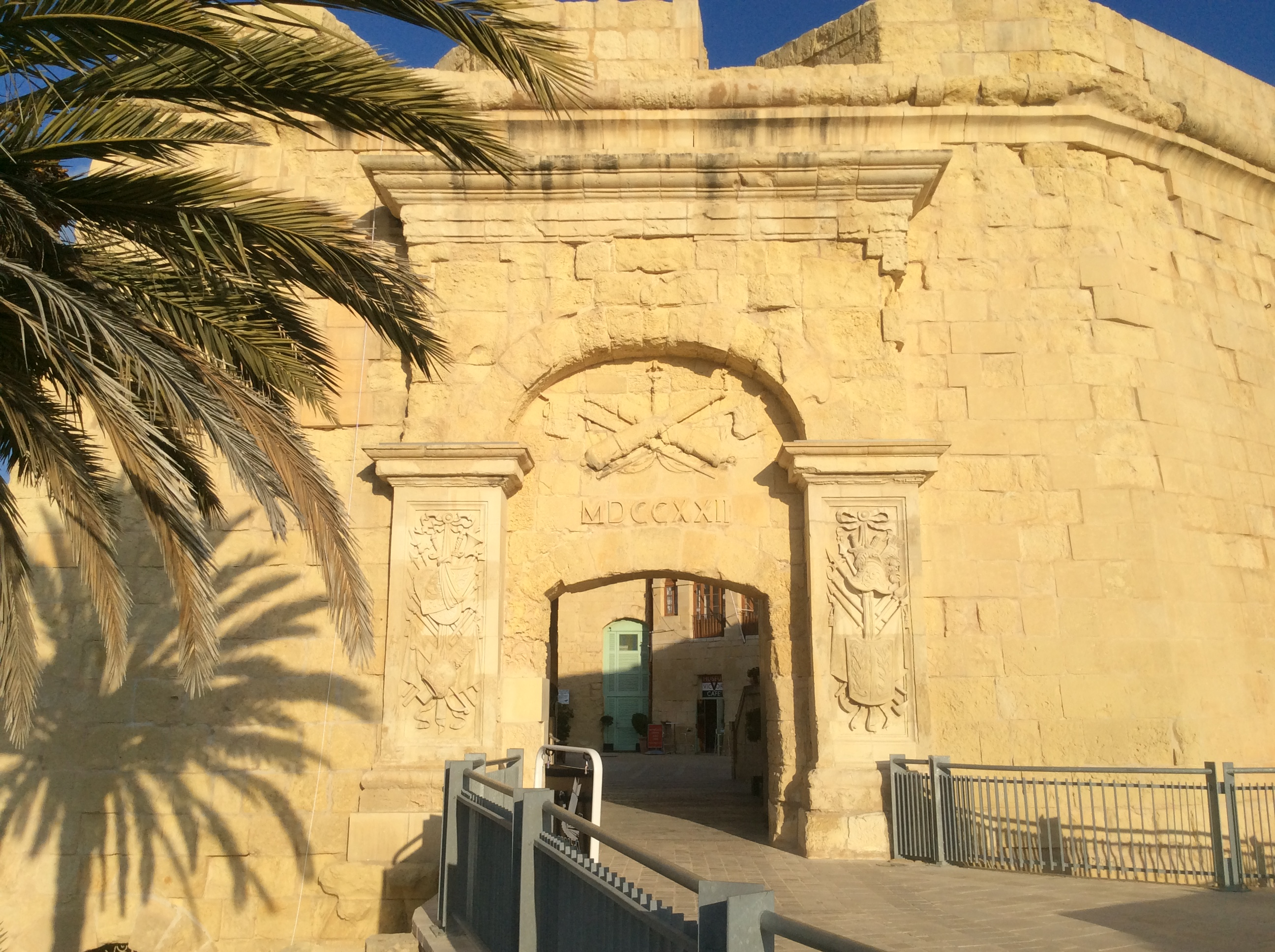
Couvre Porte Gate
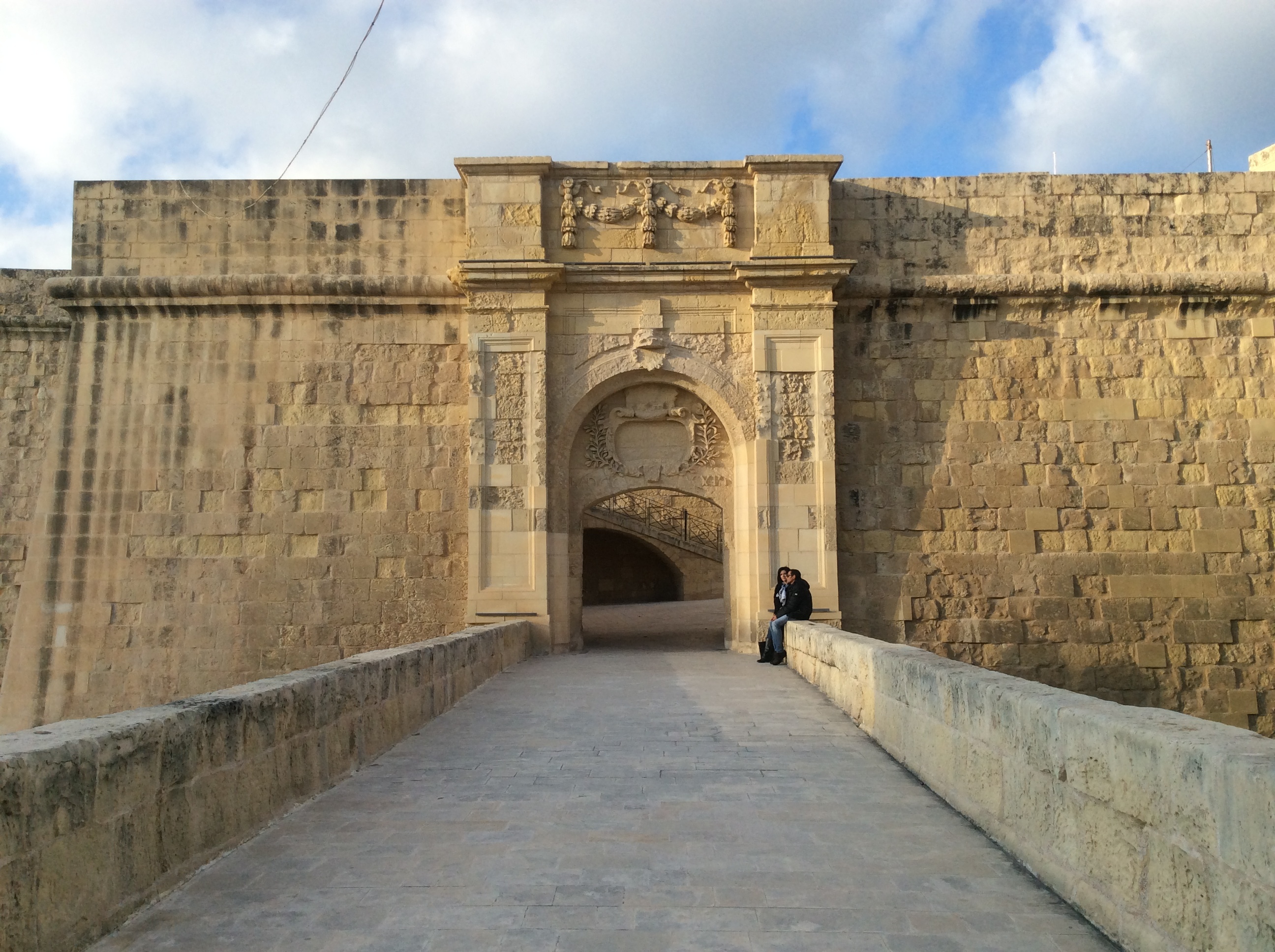
Advanced Gate
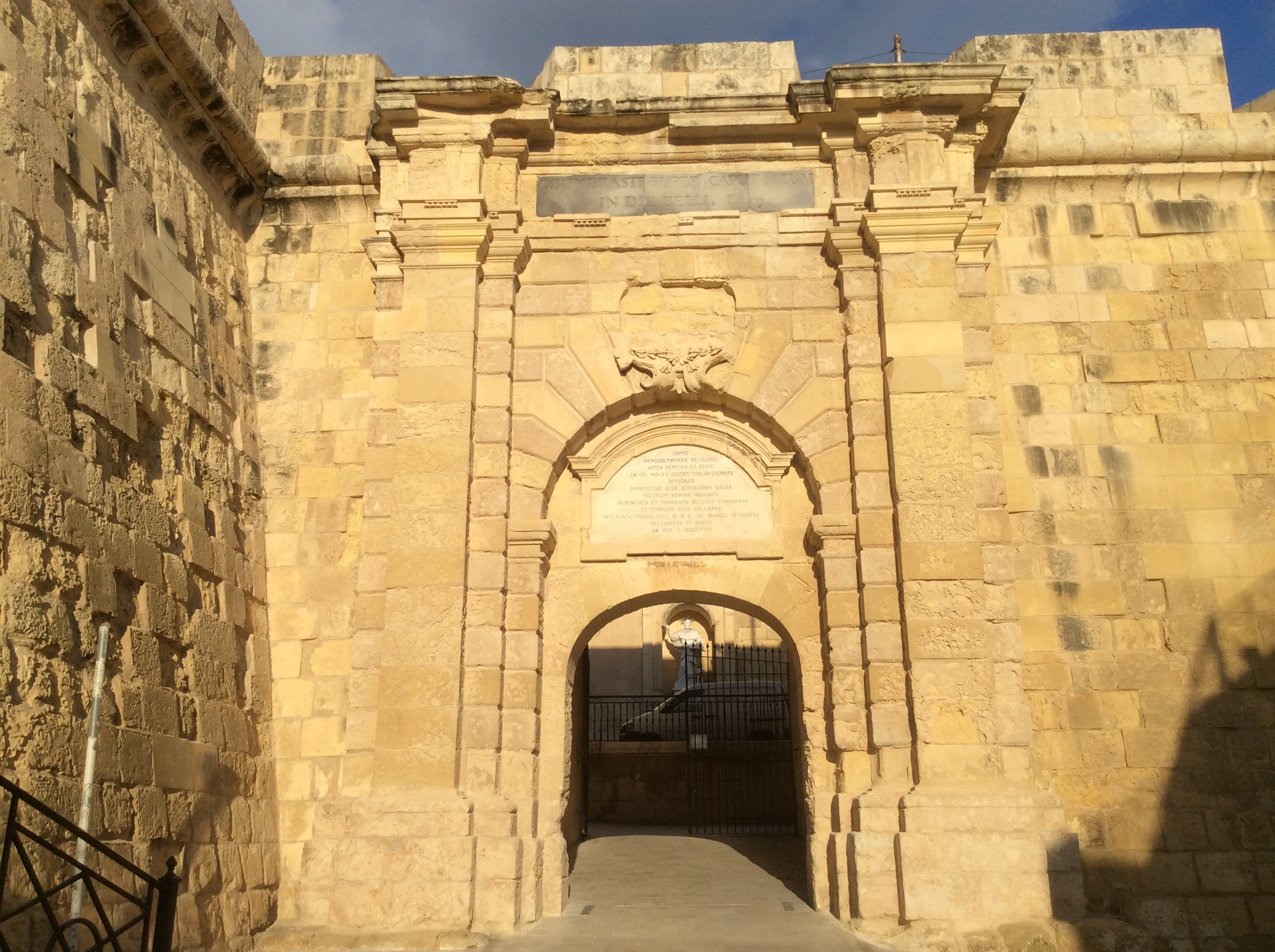
Gate of Provence
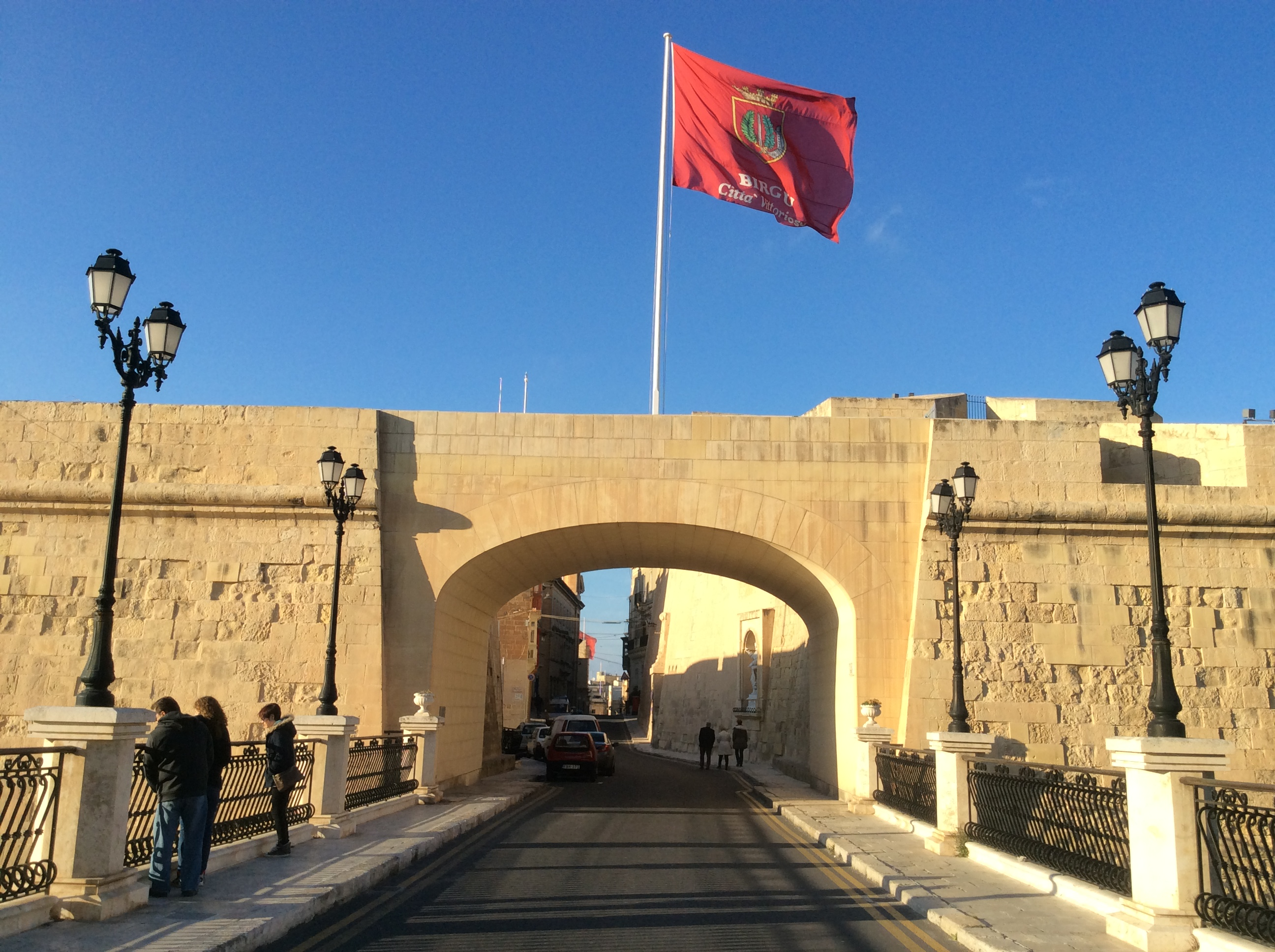
Współczesna brama w Bastionie św. Jana
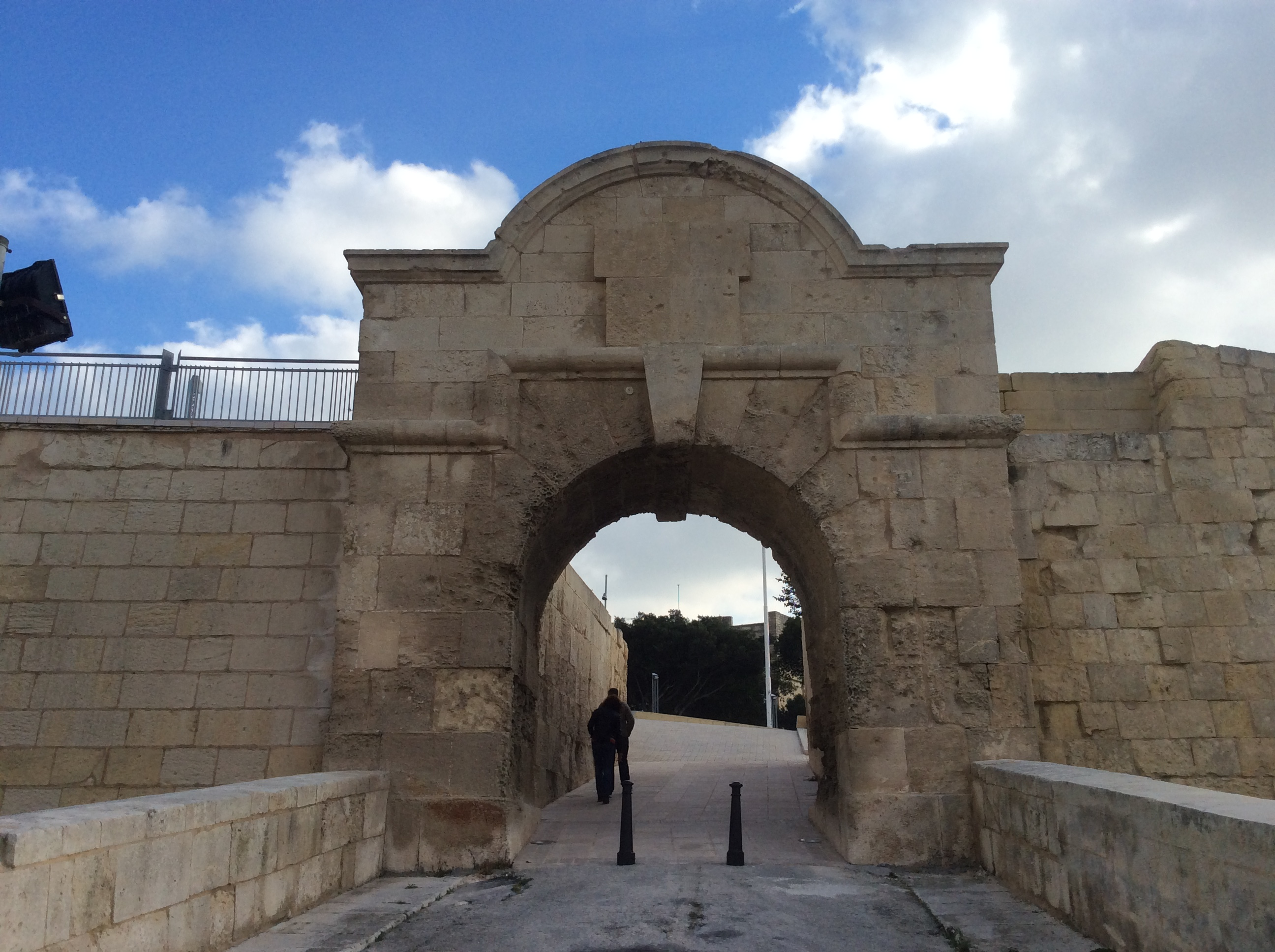
Brama wyjściowa, oryginalnie wiodąca do zniszczonej Porta Marina